# Golconda
Golconda (francouzsky Golconde) je olejomalba na plátně belgického surrealistického malíře Reného Magritta z roku 1953. Zobrazuje velké množství téměř identických mužů v kabátech a buřinkách na pozadí městské zástavby (budovy s červenými střechami) a bledě modré oblohy, kteří bez známek pádu či stoupání „stojí ve vzduchu“. Jeden z mužů má Magrittovu tvář. Podobně oblečení muži jsou znázorněni i na dalších Magrittových obrazech, včetně Syna člověka (Le fils de l'homme, 1964). Obraz se nachází ve sbírce Menil Collection v Houstonu. Obraz byl použit jako obálka jednoho českého vydání knihy O neumírání (Aurora 1995) od Williama Saroyana.